# Liberace

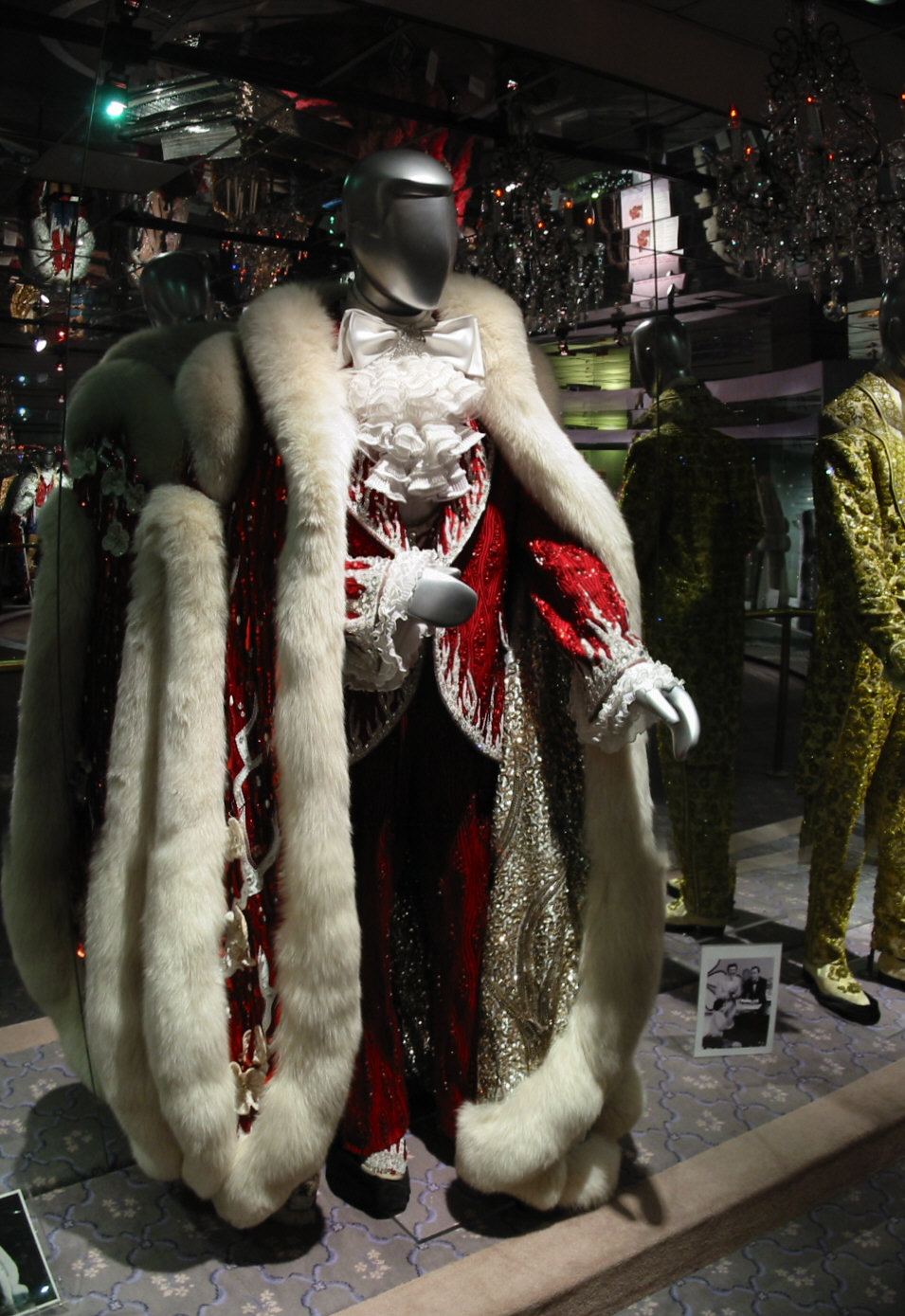
Jeden z „bożonarodzeniowych” strojów Liberace

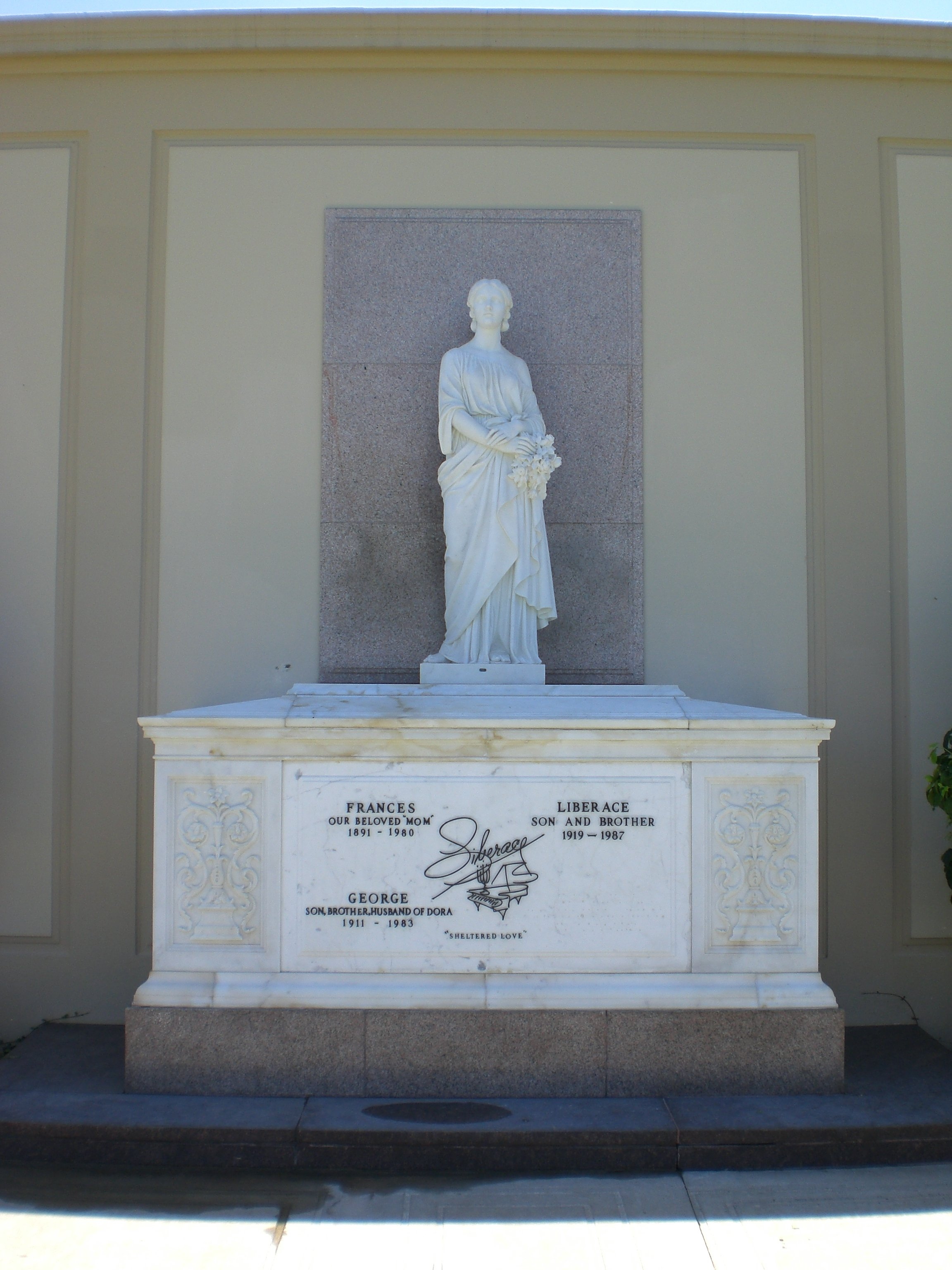
Rodzinny nagrobek Liberace na cmentarzu Forest Lawn

Liberace (czyt. /lɪbɚ'ɹɑtʃi/), właśc. Władziu Valentino Liberace (ur. 16 maja 1919 w West Allis, Wisconsin, zm. 4 lutego 1987 w Palm Springs, Kalifornia) – amerykański artysta estradowy pochodzenia polsko-włoskiego (ojciec Włoch Salvatore Liberace, matka Amerykanka polskiego pochodzenia Frances Zuchowski).
Znany przede wszystkim z ekstrawaganckich kostiumów, biżuterii oraz wystawnej oprawy swych występów, podczas których na fortepianie zawsze stawiał świecznik, na scenę często wjeżdżał luksusowym samochodem.
W 2013 r. do kin wszedł dramat biograficzny pt. Wielki Liberace na podstawie książki Scotta Thorsona.

## Życiorys
Jego ojciec grał na rogu, a matka na fortepianie. Przejawiał talent muzyczny od najmłodszych lat, a jako dziesięciolatek występował przed publicznością w teatrach i salach koncertowych, grając utwory muzyki popularnej. Dzięki ojcu otrzymał solidne wykształcenie klasyczne, od 14. roku życia ucząc się pod kierunkiem pianistki Florence Kelly. Wtedy też zadebiutował jako solista, grając z Chicagowską Orkiestrą Symfoniczną. Na początku kariery pomógł mu Ignacy Jan Paderewski, za którego radą zostawił sobie tylko nazwisko jako imię sceniczne.
Pod koniec lat 30. porzucił karierę pianisty grającego muzykę poważną i wybrał występy estradowe. Grał utwory, które najbardziej podobały się publiczności – transkrypcje przebojów muzyki poważnej oraz popularne piosenki. W latach 40. zaczął grać koncerty w Las Vegas, a ze względu na pełny show, który prezentował na scenie, uznaje się go za twórcę długoterminowej rezydentury w Las Vegas. Od lat 50. miał własny program w telewizji. Stał się jednym z najlepiej zarabiających artystów w USA, z tego powodu znalazł się w Księdze Guinnessa. 
Zdobył wielką popularność (istniało 160 oficjalnych fanklubów Liberace), ma swoją gwiazdę na hollywoodzkim chodniku sławy. Tylko w 1953 sprzedał 2 mln egzemplarzy swoich płyt. Grał epizodyczne role w serialach (m.in. Kojak i Batman), był także gwiazdą jednego z odcinków The Muppet Show.
Przez całe życie był bardzo przywiązany do matki. Tajemnicą poliszynela był fakt, iż Liberace był gejem. Jego kierowcą i partnerem w latach 1976–1982 był Scott Thorson (ur. 1959). Liberace zmarł na skutek AIDS w swoim domu w Palm Springs w Kalifornii.
Liberace wywarł znaczący wpływ na amerykańską kulturę masową. Wzorowali się na nim Little Richard, James Brown, Michael Jackson, Boy George, Elton John, Lady Gaga. Liberace był katolikiem i zawsze podkreślał swe polskie pochodzenie.